# 费迪南茨霍夫
费迪南茨霍夫（德語：Ferdinandshof）是德国梅克伦堡-前波美拉尼亚州的市镇，隶属于前波美拉尼亚-格赖夫斯瓦尔德县。总面积为47.37平方千米，截至总人口为人。